# السيد البرعي
اللواء/ السيد محمد عبد الرحيم البرعي محافظ أسيوط السابق، وأحد المشاركين في تحرير سيناء. أطلق عليه بطل المسحورة فقد استطاع حصار والاستيلاء علي النقطة القوية المسحورة الإسرائيلية المتمركزة جنوب البحيرات المُرّة دون أن يفقد جنديًا واحدًا من قواته، بل أسر ستة أفراد من بينهم ضابطًا. واستولي علي النقطة القوية المسحورة وأسر 11 جنديًا بعد أن رفعوا الرايات البيضاء، وتوج بطولته بتدمير 20 دبابة إسرائيلية ولاذت بالفرار دبابة واحدة فقط .
وبعد الاطلاع على خرائط الحرب والجنود تبين أن الذي فر بأخر دبابة هو أريل شارون أثناء الثغرة خلال تقدمها للسويس.

## تاريخه
وكان قد عيّنه للمنصب المجلس العسكري خلفًا للواء/ إبراهيم حماد. وخلفه في المنصب يحيى كشك بتعيين من الرئيس محمد مرسي ضمن حركة المحافظين التي أجراها يوم الثلاثاء 8 مايو 2012.

## تكريمه
وهو حاصل على وسام نجمة سيناء.